# GOD BLESS YOU 〜One Night Dejavu〜
「GOD BLESS YOU 〜One Night Déjàvu〜」（ゴッド・ブレス・ユー・ワンナイト・デジャヴ）は、2000年12月27日に終幕した日本のロックバンドLUNA SEAが、"一夜限りの復活"と称して2007年12月24日に東京ドームで開催したライブ公演である。

## 沿革
2007年7月、公式サイトの特設ページに月と海のFLASHが出現してカウントダウンが開始され、8月28日午前3時に12月24日に東京ドームで一夜限りの復活ライブの開催が明らかになった。
55,000枚のチケットはわずか5分で完売し、座席は外野席まで開放となった。
本編終了後、アンコールを待つ観客から「きよしこの夜」の合唱が起こる。これは1996年12月23日横浜スタジアムでの“真冬の野外”公演、1998年12月24日東京ドーム“END OF PERIOD”(2日目)公演共にアンコールで起こったことであり、6人目のメンバーであるファンによる「One Night Déjàvu」の演出となった。
ライブ終了後、ボーカルのRYUICHIは「いつかどこかの空の下でまた会おう」と発言した。偶然か、もうすでに調整済みだったのか、この次にLUNA SEAがライブを行ったのは、翌年の5月に味の素スタジアムで開催された 恩師hideの追悼イベント『hide memorial summit』であった。
復活ライブの模様は2時間に編集（「JESUS」、「SLAVE」、「FATE」、「STORM」、「MOTHER」、「DrumSolo」、「BassSolo」、メンバー紹介を含むMCの一部がカット）され当日の23時5分からNHKBSハイビジョンで放送された（NHK総合・BS2でも2008年1月1日に再放送）。また、2008年1月13日25時15分よりNHK総合で『一夜限りの復活ライヴLUNA SEA沈黙の7年を超えて』というドキュメンタリーが放送された。
2008年3月26日には、ライブの模様及びライブ当日のリハーサル風景を収録した2枚組DVDが発売され、公演の丁度1年後となる2008年12月24日に特典映像を省いたBlu-ray Disc版が発売された。ブルーレイディスク版はDVDマスターをアップコンバートされた映像が収録されている。

## 演奏曲
| セットリスト 1. LOVELESS 2. Déjàvu 3. JESUS 4. SLAVE 5. END OF SORROW 6. TRUE BLUE 7. FACE TO FACE 8. gravity 9. RA-SE-N 10. Providence 11. MOON 12. Drum solo & Bass solo 13. FATE 14. BREATHE 15. STORM 16. DESIRE 17. TIME IS DEAD 18. ROSIER 19. TONIGHT | アンコール 1. I for You 2. White Christmas 3. IN MY DREAM (WITH SHIVER) 4. BELIEVE 5. MOTHER 6. PRECIOUS... 7. WISH |